# Miejsce geometryczne

okrąg Apoloniusza

Miejsce geometryczne – zbiór wszystkich punktów spełniających zadany warunek.

## Przykłady
Kula/KołoZbiór punktów odległych nie więcej niż o zadaną odległość (promień) od danego punktu (środka).
Sfera/OkrągZbiór punktów odległych od danego punktu (środka) o zadaną odległość (promień).
OkrągZbiór punktów, których stosunek odległości od dwóch punktów jest stały i różny od 1 (tzw. okrąg Apoloniusza).
Dwusieczna kątaZbiór punktów równo odległych od ramion kąta, należących do tego kąta.
Symetralna odcinkaZbiór punktów równo odległych od końców odcinka.
ElipsaZbiór punktów, których suma odległości od danych dwóch punktów (ognisk) jest stała.